# Wereldkampioenschappen zwemmen 2013 – 200 meter rugslag mannen
De 200 meter rugslag voor mannen op de wereldkampioenschappen zwemmen 2013 in Barcelona vond plaats op 1 augustus, series en halve finales, en 2 augustus 2013, finale. Na afloop van de series kwalificeerden de zestien snelste zwemmers zich voor de halve finales, de snelste acht uit de halve finales gingen door naar de finale.

## Records
Voorafgaand aan het toernooi waren dit het wereldrecord en het kampioenschapsrecord
| Wereldrecord         | Aaron Peirsol | 1.51,92 | Rome | 31 juli 2009 |
| Kampioenschapsrecord | Aaron Peirsol | 1.51,92 | Rome | 31 juli 2009 |

## Uitslagen

### Series
| Rang | Serie | Baan | Naam                     | Land                         | Tijd    | Bijz. |
| ---- | ----- | ---- | ------------------------ | ---------------------------- | ------- | ----- |
| 1    | 4     | 4    | Tyler Clary              | Verenigde Staten             | 1:56.76 | Q     |
| 2    | 2     | 5    | Craig McNally            | Verenigd Koninkrijk          | 1:57.18 | Q     |
| 3    | 2     | 4    | Ryan Lochte              | Verenigde Staten             | 1:57.19 | Q     |
| 4    | 4     | 3    | Péter Bernek             | Hongarije                    | 1:57.20 | Q     |
| 5    | 2     | 3    | Yannick Lebherz          | Duitsland                    | 1:57.33 | Q     |
| 6    | 3     | 3    | Matson Lawson            | Australië                    | 1:57.48 | Q     |
| 7    | 4     | 5    | Kosuke Hagino            | Japan                        | 1:57.52 | Q     |
| 8    | 3     | 4    | Ryosuke Irie             | Japan                        | 1:57.53 | Q     |
| 9    | 4     | 2    | Chris Walker-Hebborn     | Verenigd Koninkrijk          | 1:57.95 | Q     |
| 10   | 3     | 6    | Gábor Balog              | Hongarije                    | 1:57.98 | Q     |
| 11   | 3     | 5    | Radosław Kawęcki         | Polen                        | 1:57.99 | Q     |
| 12   | 4     | 7    | Xu Jiayu                 | China                        | 1:58.29 | Q     |
| 13   | 3     | 7    | Federico Turrini         | Italië                       | 1:58.54 | Q     |
| 14   | 4     | 1    | Danas Rapšys             | Litouwen                     | 1:59.11 | Q     |
| 15   | 2     | 2    | Leonardo de Deus         | Brazilië                     | 1:59.17 | Q     |
| 16   | 2     | 1    | Darren Murray            | Zuid-Afrika                  | 1:59.19 | Q     |
| 17   | 4     | 6    | Mitch Larkin             | Australië                    | 1:59.34 |       |
| 18   | 3     | 2    | Yakov Toumarkin          | Israël                       | 1:59.39 |       |
| 19   | 2     | 7    | Pedro Oliveira           | Portugal                     | 1:59.95 |       |
| 20   | 3     | 8    | Lukas Rauftlin           | Zwitserland                  | 2:00.45 |       |
| 21   | 4     | 0    | Russell Wood             | Canada                       | 2:00.51 |       |
| 22   | 3     | 1    | Alexandr Tarabrin        | Kazachstan                   | 2:01.08 |       |
| 23   | 2     | 8    | Im Tae-Jeong             | Zuid-Korea                   | 2:01.23 |       |
| 24   | 2     | 6    | Gareth Kean              | Nieuw-Zeeland                | 2:02.81 |       |
| 25   | 2     | 0    | Jean-François Schneiders | Luxemburg                    | 2:02.96 |       |
| 26   | 3     | 0    | Marko Krce Rabar         | Kroatië                      | 2:03.50 |       |
| 27   | 4     | 8    | Pedro Medel              | Cuba                         | 2:03.63 |       |
| 28   | 2     | 9    | I Gede Siman Sudartawa   | Indonesië                    | 2:04.90 |       |
| 29   | 3     | 9    | Ezequiel Trujillo        | Mexico                       | 2:05.92 |       |
| 30   | 1     | 4    | Yeziel Morales           | Puerto Rico                  | 2:06.09 |       |
| 31   | 1     | 6    | Boris Kirillov           | Azerbeidzjan                 | 2:08.74 |       |
| 32   | 1     | 5    | Gorazd Chepishevski      | Macedonië                    | 2:09.89 |       |
| 33   | 1     | 3    | Awse Ma'aya              | Jordanië                     | 2:12.31 |       |
| 34   | 1     | 2    | Yaaqoub Al-Saadi         | Verenigde Arabische Emiraten | 2:21.51 |       |
|      | 4     | 9    | Danil Bukin              | Oezbekistan                  |         | DSQ   |

### Halve finales
| Rang | Serie | Baan | Naam                       | Land                | Tijd    | Bijz. |
| ---- | ----- | ---- | -------------------------- | ------------------- | ------- | ----- |
| 1    | 2     | 4    | Tyler Clary                | Verenigde Staten    | 1.55,16 | Q     |
| 2    | 2     | 5    | Ryan Lochte                | Verenigde Staten    | 1.55,88 | Q     |
| 3    | 1     | 6    | Ryosuke Irie               | Japan               | 1.56,14 | Q     |
| 3    | 2     | 7    | Radosław Kawęcki           | Polen               | 1.56,14 | Q     |
| 5    | 2     | 6    | Kosuke Hagino              | Japan               | 1.56,24 | Q     |
| 6    | 1     | 7    | Xu Jiayu                   | China               | 1.56,42 | Q     |
| 7    | 1     | 4    | Craig McNally              | Verenigd Koninkrijk | 1.56,97 | Q     |
| 8    | 1     | 5    | Péter Bernek               | Hongarije           | 1.57,37 | Q     |
| 9    | 1     | 2    | Gábor Balog                | Hongarije           | 1.57,42 |       |
| 10   | 1     | 3    | Matson Lawson              | Australië           | 1.57,55 |       |
| 11   | 2     | 3    | Yannick Lebherz            | Duitsland           | 1.57,71 |       |
| 12   | 2     | 8    | Leonardo de Deus           | Brazilië            | 1.57,92 |       |
| 13   | 2     | 2    | Christopher Walker-Hebborn | Verenigd Koninkrijk | 1.58,16 |       |
| 14   | 1     | 1    | Danas Rapšys               | Litouwen            | 1.59,05 |       |
| 15   | 2     | 1    | Federico Turrini           | Italië              | 1.59,16 |       |
| 16   | 1     | 8    | Darren Murray              | Zuid-Afrika         | 2.02,12 |       |

### Finale
| Rang   | Baan | Naam             | Land                | Tijd    | Bijz. |
| ------ | ---- | ---------------- | ------------------- | ------- | ----- |
| Goud   | 5    | Ryan Lochte      | Verenigde Staten    | 1.53,79 |       |
| Zilver | 6    | Radosław Kawęcki | Polen               | 1.54,24 |       |
| Brons  | 4    | Tyler Clary      | Verenigde Staten    | 1.54,64 |       |
| 4      | 3    | Ryosuke Irie     | Japan               | 1.55,07 |       |
| 5      | 2    | Kosuke Hagino    | Japan               | 1.55,43 |       |
| 6      | 1    | Craig McNally    | Verenigd Koninkrijk | 1.55,67 |       |
| 7      | 7    | Xu Jiayu         | China               | 1.57,13 |       |
| 8      | 8    | Péter Bernek     | Hongarije           | 1.58,26 |       |